# Henry Jennings
Henry Jennings († 1745) war ein britischer Freibeuter während des Spanischen Erbfolgekrieges (1701–1713/14) und späteres Oberhaupt der Piraten von New Providence.

## Biografie
Aus seiner Frühzeit ist kaum etwas bekannt, möglicherweise stammt Jennings von den Bermudainseln; erste Aufzeichnungen erwähnen ihn als Freibeuter im Auftrag der britischen Krone während des Spanischen Erbfolgekrieges. Mit dem Kriegsende durch den Frieden von Utrecht im Jahr 1713 erlosch seine Lizenz (Kaperbrief), und er musste sich wie viele Freibeuter eine neue Beschäftigung suchen.
Obwohl der genaue Zeitpunkt seiner Hinwendung zur offenen Piraterie unbekannt ist, gilt es als wahrscheinlich, dass Jennings ab 1714 zusammen mit Samuel Bellamy Häfen überfallen hat, in denen die Frachten gesunkener spanischer Schatzschiffe gelagert wurden. In jedem Fall bestätigt ist ein Zwischenfall, bei dem Jennings im Januar 1716 mit einer Flotte von drei Schiffen, darunter sein Flaggschiff Bathsheba, und 300 Mann das Lager einer Bergungsflotte in Ostflorida überfallen hat. In dem Lager wurden die geborgenen Schätze von den Wracks der 1715 gesunkenen Silberflotte gelagert. Bei dem Überfall erbeutete Jennings bis zu 350.000 Pesos. Auf dem Rückweg nach Jamaika überfiel Jennings ein weiteres Schiff und erbeutete dort 60.000 Pesos.
Es kam jedoch nach seiner Rückkehr am 26. Januar 1716 zu Differenzen mit dem Gouverneur von Jamaika, der Racheaktionen von Seiten der Spanier fürchtete. Nach einem Überfall auf ein französisches Handelsschiff am 3. April 1716 wurde Jennings von König Georg I. zum Piraten erklärt. Jennings siedelte daraufhin nach New Providence auf den Bahamas um, das damals ein bedeutender Piratenstützpunkt war. Er wurde dort inoffizieller Bürgermeister der Stadt, in dessen Hafen Piraten gegen Bezahlung sicher ankern konnten.
1717 ergab sich Jennings auf Bermuda den britischen Behörden, nachdem Woodes Rogers, der Gouverneur der Bahamas, auf Anweisung von Georg I. eine Generalamnestie für Piraten erklärt hatte. Im Krieg der Quadrupelallianz (1718–1720) diente Jennings wieder im Auftrag der Krone als Freibeuter und ließ sich anschließend als Plantagenbesitzer und Kaufmann auf Bermuda nieder.
Aller Wahrscheinlichkeit nach wurde Jennings 1745 während des Österreichischen Erbfolgekrieges von Spaniern gefangen genommen und verstarb im Gefängnis.